# Atalaia e Alto Estanqueiro-Jardia
Atalaia e Alto Estanqueiro-Jardia (llamada oficialmente União das Freguesias de Atalaia e Alto Estanqueiro-Jardia) es una freguesia portuguesa del municipio de Montijo, distrito de Setúbal.

## Historia
Fue creada el 28 de enero de 2013 en aplicación de una resolución de la Asamblea de la República de Portugal promulgada el 16 de enero de 2013 con la unión de las freguesias de Atalaia y Alto Estanqueiro-Jardia, pasando su sede a estar situada en la antigua freguesia de Atalaia.

## Demografía
| Gráfica de evolución demográfica de Atalaia e Alto Estanqueiro-Jardia entre 2011 y 2021 |
|                                                                                         |
| Datos según el nomenclátor publicado por el INE portugués.                              |